# Mah al-Basra
Mah al-Basra (en àrab Māh al-Baṣra, literalment "Mèdia de Bàssora", fou el nom que va portar el districte de Nihawand (Nihavend) en el califat omeia. Els impostos d'aquest districte foren assignats a les despeses militars del govern de Bàssora quan fou conquerit el Djibal (Mèdia). Aquesta disposició s'hauria iniciat sota Úmar ibn al-Khattab (634-644) però en tot cas al final, ja que Nihawand i Dinavar no foren conquerides per les tropes musulmanes de Bàssora fins després de la batalla de Nihawand el 642. El cert és que en el califat de Muàwiya ibn Abi-Sufyan els impostos de Dinavar foren assignats a Kufa i els de Nihawand a Bàssora i així es va donar el nom de Mah al-Kufa al districte de Dinavar i el de Mah al-Basra al de Nihawand. La ciutat de Nihawand també fou anomenada Mah Dinar del nom d'un persa que va negociar les condicions de la rendició amb Hudayfha ibn al-Yaman (642).
Mah al-Basra va restar un districte del Djibal. El 926 al-Muqtàdir va concedir els impostos locals i d'altres poblacions a Yússuf ibn Abi-s-Saj pel finançament de la campanya contra els càrmates. El 936 s'hi va establir Tahir al-Jilí però fou mort per l'emir buwàyhida Imad-ad-Dawla. Al segle x és descrit com una zona fèrtil i ben regada.